# پائوتوفکا
پائوتوفکا (به لاتین: Pautovka) یک منطقهٔ مسکونی در روسیه است که در استان آمور واقع شده‌است.